# Philipp Christian von Bohlen

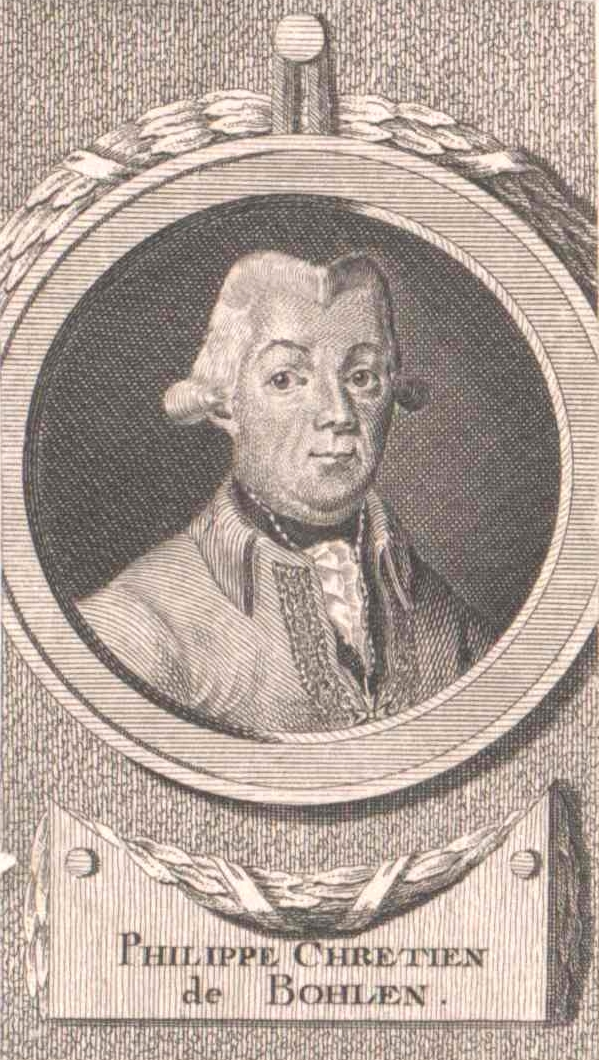
Philipp Christian von Bohlen

Philipp Christian von Bohlen (* 22. April 1718 in Dahme; † 10. Dezember 1794 auf Lercheborn) war ein preußischer Generalleutnant und Regimentschef bei den Kürassieren.

## Leben

### Herkunft
Er entstammte dem alten rügischen Adelsgeschlecht von Bohlen. Seine Eltern waren der kursächsische Kapitän Philipp Carl Christian von Bohlen († 7. Januar 1744) und NN von Hake aus dem Hause Machnow.

### Militärkarriere
Bohlen begann seine militärische Laufbahn im November 1734 als Kadett in Dresden. Im März 1742 wechselte er als Kornett in das Husarenregiment „von Hoditz“ der Preußischen Armee und avancierte noch im selben Jahr zum Sekondeleutnant. Er nahm am Zweiten Schlesischen Krieg, insbesondere den Schlachten von Hohenfriedberg und Kesselsdorf teil. 1745 wurde er zum Premierleutnant und 1750 zum Stabsrittmeister befördert. 1755 wurde Bohlen Rittmeister und Eskadronchef. Es folgte der Siebenjährige Krieg in dem Bohlen 1758 zum Major avancierte und am 1. Mai 1759 mit dem Orden Pour le Mérite dekoriert wurde. Er nahm an den Schlachten bei Prag, Kolin, Breslau, Leuthen, Hochkirch, den Gefechten bei Moys, Canth, Zuckmantel und Landshut, sowie am Entsatz von Kolberg teil. 1767 wurde Bohlen Oberstleutnant und 1770 Kommandeur des Leibkürassierregiments „von Wangenheim“. Seine Beförderung zum Oberst erfolgte 1772 und 1775 wurde er auch Chef des Leibcarabinierregiments. Noch vor seiner Teilnahme am Bayerischen Erbfolgekrieg wurde er im August 1777 zum Generalmajor befördert. Am 13. Juni 1784 ernannte ihn König Friedrich II. zum Chef des Kürassierregiments „von Apenburg“ und zwei Tage später wurde Bohlen auch Generalinspekteur der niederschlesischen Inspektion von der Kavallerie. Letztmals 1786 avancierte er zum Generalleutnant mit 1000 Taler jährlicher Zulage. Am 3. Oktober 1787 dimittierte Bohlen auf Veranlassung von König Friedrich Wilhelm II. mit einer jährigen Pension von 1200 Talern.
Bohlen erbte von seinem Vetter, Oberst Balthasar Ernst von Bohlen, das Gut Lerchenborn (und das dazugehörige Bohlendorf), wo er schließlich verstarb.

### Familie
Er vermählte sich am 13. November 1763 mit Konstantine Henriette Gräfin Sandreczky und Sandraschütz (* 2. August 1743 in Breslau; † 5. Mai 1814 in Koblenz). Aus der Ehe gingen folgende Kinder hervor:
- Philippine Dorothea Henriette (* 27. August 1764; † 1768)
- Charlotte Sophie Beate (* 29. März 1766; † 1788)
- Karl Christian Ferdinand (* 18. April 1767; † 13. Oktober 1827), Herr auf Kröpelin und Lerekenhorn